# Schlausmen
Das Schlausmen  oder auch Slausmen, eine Mischung aus Jiddisch und Niederdeutsch mit örtlich z. T. großen Unterschieden, war die Geheimsprache der Sauerländer Wanderhändler. Der praktische Sinn der Sprache war, dass Außenstehende die Gespräche der Handelsleute nicht verfolgen oder verstehen konnten. 

## Satzbeispiele
Zwei Sensenhändler unterhalten sich, als der Pfarrer vorbeikommt: „Nu komm! Awer stäikum, Schäiz! Ment Schlausmen gedibbert! Denn roigel! Do kümmet de Gallak un de Gauzegallak hiär, dei briuket usem Schmius nitte vernuppen.“
Übersetzt: „Aber still, Junge! Nur Schlausmen gesprochen! Denn sieh! Dort kommt der Pfarrer und der Halbpfarrer (Küster) her; die brauchen unsere Rede nicht zu verstehen.“

## Wortbeispiele
| Begriff   | Bedeutung     |
| --------- | ------------- |
| Masematte | Handelsmann   |
| Baukert   | Bürgermeister |
| Jack      | Gewerbeschein |
| Uskes     | Wirtshaus     |
| Krüwwe    | Warenkasten   |
| Riäpp     | Sensenkasten  |
| Poscher   | Pfennig       |
| Mailocher | Taler         |
| Goie      | Frau          |
| Rüspes    | Stroh         |